# Стална мета
Стална мета (енгл. Person of Interest) америчка је криминалистичка серија. Творац серије је Џонатан Нолан. Радња серије врти се око бившег официра Ције (Џејмс Кавизел), којег је унајмио мистериозни милијардер (Мајкл Емерсон) да спречи насилне злочине у Њујорку. Снимљено је пет сезона, у Америци емитованих на каналу Си-Би-Ес. У Србији је серија премијерно емитована на каналу Б92, 23. децембра 2013. године. Током 2018. године серија је емитована на каналу О2.

## Радња
Прича почиње са Џоном Ризом, бившим агентом ЦИА, за кога се верује да је мртав. Под лажним идентитетом након смрти жене он сада живи на ивици пропасти на улицама Њујорка, утапајући тугу у пићу. Када упозна генијалног Харолда Финча, повученог милијардера који је се бави софтверским инжењерингом, његов живот добија потпуно нови смер.
Након 11. септембра 2001. године и трагедије која је погодила Њујорк, Финч је изградио софтвер за владу, чија је сврха да штити нацију тако што предвиђа будуће терористичке нападе. Програм хакује у телефоне, рачунаре, мејлове, читаве животе људи... Све у сврху проналажења материјала који открива наредни корак потенцијалног злочинца.
Међутим, овај софтвер не фокусира се само на велике терористичке нападе, већ на све врсте криминала. Правдајући се мањком времена и радне снаге, влада избегава да решава ситне противзаконите радње које софтвер препознаје. Ово изузетно љути Финча, због чега даје оставку. Ипак, пре тога, он хакује сам софтвер, тако да, и по напуштању радног места, он има приступ и увид у све што се дешава. Тада решава да правду узме у своје руке…
Његов план се продубљује и проширује када се спријатељи са Ризом, кога унајмљује да врши надзор и интервенише по потреби, користећи своје способности које је стекао за време рада у ЦИА. Заједничким снагама, овај дуо ће морати да нађе начин да се избори против свих злочина у огромном граду.
Њима помаже и корумпирани детектив њујоршке полиције Лајонел Фуско кога је Риш принудио да му помаже и детективка Картер која у првим епизодама јури да ухвати Риша због својих активности.

## Главни ликови
| Име глумца    | Улога                     | Сезоне |
| ------------- | ------------------------- | ------ |
| Џејмс Кавизел | Џон Риз                   | 1—3    |
| Мајкл Емерсон | Харолд Финч               | 1—3    |
| Тараџи Хенсон | Детективка Џозелин Картер | 1—3    |
| Кевин Чепмен  | Детектив Лајонел Фуско    | 1—3    |
| Сара Шахи     | Саманта Шоу               | 2—3    |
| Ејми Екер     | Саманта Рут Гроувс        | 1—3    |
| Пејџ Турко    | Зои Морган                | 1—3    |